# Achaeus monodi
Achaeus monodi is een krabbensoort uit de familie van de Inachidae. De wetenschappelijke naam van de soort is voor het eerst geldig gepubliceerd in 1951 door Capart.